# فريدريك هوتون (عالم)
الكابتن فريدريك ولاستون هوتون (16 نوفمبر 1836 - 27 أكتوبر 1905) عالم نيوزيلندي مولود في إنجلترا طبق نظرية الاصطفاء الطبيعي لشرح أصول وطبيعة التاريخ الطبيعي لنيوزيلندا، حائز على زمالة الجمعية الملكية وعضو في جمعية لندن الجيولوجية. عندما كان ضابطًا في الجيش، باشر عملًا في أكاديمية الجيولوجيا وعلم الأحياء، ليصبح واحدًا من أكثر علماء الطبيعة قدرةً وإنتاجًا في نيوزيلندا في القرن التاسع عشر.

## سيرته المهنية

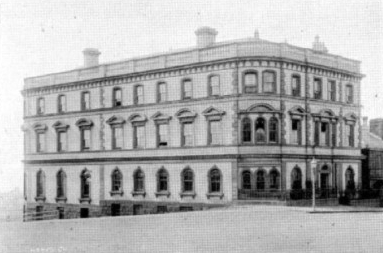
صورة لمبنى نادي الشمال في أوكلاند، نيوزيلندا، من أرشيف مركز الأبحاث والتوثيق النيوزيلندي (NZETC).

### في الجيش
في سن 18.5 عامًا، حصل هوتون على رتبة بصفته حامل الراية في فوج المشاة الثالث والعشرين (الغداريون الملكية الويلزية) في 18 مايو 1855. تمركز في مالطا، نوفمبر 1855-8 مارس 1856، وانتقل للمشاركة في حرب القرم، 9 مارس-21 يوليو 1856، والتمرد الهندي، 28 سبتمبر 1857-22 مايو 1858. بعد شبه جزيرة القرم، وبعد أن تقدم إلى رتبة ملازم في 27 مارس 1857، انطلق الفوج للحرب في الصين، ولكن كما هو الحال مع القوات الأخرى، حُول من سنغافورة إلى كلكتا للتمرد في الهند. انضم هوتون إلى الجيش في لكهنؤ في 14 نوفمبر، وكان حاضرًا في الإغاثة الثانية لكهنؤ، وهزيمة فرقة غواليور في معركة كاونبور الثانية واستعادة لكهنؤ في مارس 1858، تحت قيادة الجنرال السير كولين كامبل. 
نُقل إلى الكتيبة الثانية من كتيبته في 22 مايو 1858، وعاد إلى وطنه في يونيو 1858 للمساعدة في نهضته. بعد مروره بمدرسة الفرسان في هيث، كينت، عُين مدربًا للفروسية في كتيبته في 2 نوفمبر 1858، ورافق فوجه إلى مالطا.
بالعودة إلى إنجلترا عام 1860، وبعد أن خصص بعض الدراسات للجيولوجيا، انتخِب هوتون زميلًا للجمعية الجيولوجية في لندن. على مدى السنوات القليلة التالية أكمل تدريبه العسكري في كلية الأركان، ساندهيرست، وولويتش. حصل أيضًا على دورة دراسية في الكيمياء لمدة ستة أشهر في التحليل غير العضوي مع البروفيسور جورج داونينغ لايفينغ في كامبريدج، ثم درّس في ساندهيرست.
في عام 1862، التحق أولًا بمدفعية الحصان الملكي وبعد ذلك بفرقة الرماح التاسعة. بعد ترقيته إلى رتبة نقيب عن طريق الرشوة في 2 ديسمبر 1862، تزوج من آني غوجر مونتغمري، في هولي ترينيتي، بادينغتون، لندن، في 4 فبراير 1863. انضم مرة أخرى إلى كتيبته في مالطا وعُين في طاقم أيرلندا اعتبارًا من 11 سبتمبر 1863، بصفته لواءً رائدًا، لواء المشاة الثاني، في كوراغ. في ذلك العام نشر بحثًا بعنوان أهمية المعرفة بالجيولوجيا للرجال العسكريين في مجلة المعهد الملكي للخدمة المتحدة. بعد نحو تسعة أشهر في كوراغ، انتقل هوتون إلى المقر الرئيسي في دبلن بصفته نائب مساعد قائد التموين العام اعتبارًا من 1 يوليو 1864، ثم في نوفمبر 1865، استقال وخذل الجيش.
خلال تلك السنوات كان قد «درس، إلى حد ما، جيولوجية الجزر البريطانية، وأجزاء من ألمانيا، وفرنسا، وإيطاليا، وصقلية، وشبه جزيرة القرم، وجبل طارق، وسويسرا في أوروبا، وماديرا، وساو فيسنتي (إحدى مستعمرات جزر سي دي فيردي)، ومستعمرة كيب في أفريقيا، وفي بعض أجزاء مقاطعة البنغال حتى الشمال حتى لكهنؤ وفوتيغور». أحدث أعماله عن مالطا، «مخطط للجيولوجيا الفيزيائية للجزر المالطية»، نشرته المجلة الجيولوجية في أبريل 1866، بعد خدمته.

### في العلوم
غادرت عائلة هوتون -فريدريك وآني وأطفالهما أليس وغيلبرت وخادمان- غريفسيند، على متن سفينة شراعية سريعة تسمى ملكة الشمال، في 17 يناير 1866، متجهين للحصول على فرص جديدة في نيوزيلندا. بعد رحلة شاقة، مرورًا بتريستان دا كونا، ورأس الرجاء الصالح، وجزيرة سانت بول، والرأس الجنوبي لتسمانيا، والملوك الثلاثة والرأس الشمالي لنيوزيلندا، وصلت السفينة إلى الرصيف قبالة رصيف شارع كوين، أوكلاند، يوم الاثنين الموافق 11 يونيو.
كانت محتويات متحف أوكلاند مهملة في كوخ على طريق غرافتون فتطوع الكابتن هوتون لتولي مسؤولية المتحف في مايو 1867، ونقل الأغراض إلى غرفة كبيرة في الطابق السفلي لمكاتب الحكومة الإقليمية الجديدة على زاوية شارع برينسز وفيكتوريا كوادرانت -مبنى النادي الشمالي. قبِله المشرف على مقاطعة أوكلاند، جون ويليامسون، وصيًا فخريًا وشق طريقه من خلال ترتيب وتصنيف المجموعات الفوضوية والمسجلة بشكل غير متسق. بالإضافة إلى ذلك، أعد معرضًا للأشياء، واستقبل المزيد من العينات والمصنوعات اليدوية وما إلى ذلك وعمل على إنشاء مكتبة المتحف. بدأ هاتون وتوماس غيليس الاجتماع العام الافتتاحي في 6 نوفمبر 1867، والذي عقد في قاعة اجتماعات مجلس مفوضي أوكلاند، لتأسيس جمعية أوكلاند الفلسفية، وسرعان ما أعيدت تسميته بمعهد أوكلاند. حدثت الدعوة للاجتماع مباشرة بعد المحادثة التي دارت بينهما فيما يتعلق بالإجراء الذي اتخذته الجمعية العامة لنيوزيلندا بشأن إنشاء المعهد النيوزيلندي. كان جيمس هيكتور، مدير المعهد في ولنغتون، قد اقترح مؤخرًا على غيليس ضرورة إنشاء فروع في جميع أنحاء نيوزيلندا، وخاصة في أوكلاند. دُمج معهد أوكلاند رسميًا مع معهد نيوزيلندا في 10 يونيو 1868. نُقل متحف أوكلاند إلى معهد أوكلاند في أكتوبر 1869.
في عام 1867 عينه المشرف على أوكلاند لإجراء مسح جيولوجي لمنطقة وايكاتو السفلى. في 8 يونيو 1869، أبلغ عن اكتشاف حقول فحم كبيرة بين نهري مارامارو ووانغامارينو، والتي كان مستوطن آخر ينوي العمل فيها في مطحنته للكتان. لاحقًا في عام 1869، باع هوتون وعائلته منزلهم في إبسوم في أوكلاند وانتقلوا إلى وايكاتو، حيث أنشأ مطحنة كتان تعمل بالطاقة البخارية في تشرشل، وهي محطة على الضفة الغربية لنهر وايكاتو، بالقرب من نهر وانجاب. ومع ذلك، أثبت مشروع هوتون أنه غير اقتصادي، ونتيجة لذلك عرض مطحنة الكتان التي تبلغ مساحتها 500 فدان من أراضي الكتان، بالإضافة إلى مزرعة تبلغ مساحتها 2000 فدان تقع على بحيرة وانجاب، للبيع في مارس 1872.
انضم إلى هيئة المسح الجيولوجي لنيوزيلندا في عام 1866، وأصبح جيولوجيًا إقليميًا في أوتاغو في عام 1874. في الوقت نفسه، عُين محاضرًا في الجيولوجيا بجامعة أوتاغو وأمينًا للمتحف هناك. بعد ثوران بركان جبل التراويره عام 1886، كتب أحد التقارير الرسمية وافترض أن الثوران كان بسبب وصول مادة منصهرة إلى السطح في سد بركاني. أصبح هوتون أستاذًا لعلم الأحياء في كلية كانتربري في عام 1880، وانتُخب زميلًا للجمعية الملكية في عام 1892. في العام التالي، تولى أيضًا إدارة متحف كانتربري. وفي نهاية حياته، أصبح هوتون رئيسًا للاتحاد الملكي لعلماء الطيور الأستراليين. كان أول رئيس لمعهد نيوزيلندا (الذي أصبح فيما بعد الجمعية الملكية لنيوزيلندا)، منذ عام 1904 حتى وفاته في عام 1905، وتبعه السير جيمس هيكتور. كان أحد نواب رئيس نادي جبال الألب النيوزيلندي، الذي تأسس في يوليو 1891.
عمل على التوالي في المتحف الاستعماري، ويلينغتون (1871-1873) (يُسمى الآن متحف تي بابا تونغاريوا في نيوزيلندا)، ومتحف أوتاغو، دنيدن (1874–1879)، ومتحف كانتربري، كرايستشيرش (1887-1905).
توفي هوتون أثناء رحلة العودة على متن سفينة إس إس ريموتاكا من إنجلترا في 27 أكتوبر 1905، ودُفن في البحر قبالة كيب تاون، جنوب أفريقيا.
تُحيا ذكراه في ميدالية هوتون وصندوق هوتون التذكاري، الممنوح للأعمال العلمية المتعلقة بعلم الحيوان أو النبات أو الجيولوجيا في نيوزيلندا. سُمي كل من جلم الماء (البفن هوتوني)، وهو طائر بحري، وكهف ويتا نيونيتوس هوتوني تيمنًا به.